# 敦賀市立中央小学校
敦賀市立中央小学校（つるがしりつ ちゅうおうしょうがっこう）は、福井県敦賀市にある公立小学校。

## 沿革
- 1982年（昭和57年）
  - 3月 - 第1期工事として、普通教室棟、管理・特別教室棟が完成。
  - 4月 - 敦賀市第19番目の小学校として、敦賀市立敦賀西小学校・敦賀市立松原小学校・敦賀市立粟野小学校の3校の学区のそれぞれ一部から児童が転入学し開校。開校式並びに第1回入学式挙行。
  - 9月 - 第2期工事として、体育館が完成。
  - 11月 - 総合落成式挙行。
- 1983年（昭和58年）3月 - 校歌制定（作詞:百田武男、作曲:松村勇）。第1回卒業式にて斉唱。
- 1984年（昭和59年）4月 - 体育館と管理棟中庭に、池および築山が完成。
- 1989年（平成元年）7月 - プール竣工。
- 1991年（平成3年）11月 - 開校10周年記念式典挙行。
- 1993年（平成5年）4月 - 通級指導教室開設。
- 2001年（平成13年） - 開校20周年。
- 2002年（平成14年）4月 - 図書館司書サポートが配置される。
- 2006年（平成18年）3月 - 校舎増築工事完了。
- 2009年（平成21年）6月 - プール改修。
- 2011年（平成23年）
  - 4月 - 特別支援学級「たんぽぽ」開級。
  - 11月 - 開校30周年記念式典挙行。
- 2012年（平成24年）9月 - エアコン設置。
- 2017年（平成29年）4月 - 特別支援学級「ひまわり」開級。
- 2018年（平成30年）4月 - 特別支援学級「なのはな」が開級し、特別支援3学級体制となる。
- 2019年（平成31年）4月 - 特別支援学級「すいせん」開級。
- 2021年（令和3年）5月 - 開校40周年記念行事挙行。
- 2022年（令和4年）4月 - 特別支援学級「こすもす」開級。

## 通学区域
出典
- 敦賀市
  - 中央町（一丁目・二丁目）
  - 昭和町（一丁目・二丁目）
  - 呉羽町
  - 若葉町（一丁目～三丁目）
  - 平和町
  - 新松島町（日本原子力発電社宅のみ）
  - 木崎
  - 野神

## 進学先中学校
出典
- 敦賀市立粟野中学校
- 敦賀市立松陵中学校

## 学校周辺
- 福井県警敦賀警察署
- 福井県道142号松島若葉線
- 牛丸公園
- 東洋紡敦賀事業所第2
- このほか、ロードサイド店や中小の医療機関なども点在する。

## 交通
- JR西日本[2]・ハピラインふくい敦賀駅より、敦賀市コミュニティバス中郷木崎線[3]で、「木崎」バス停下車。